# Nikolaikirche (Plön)

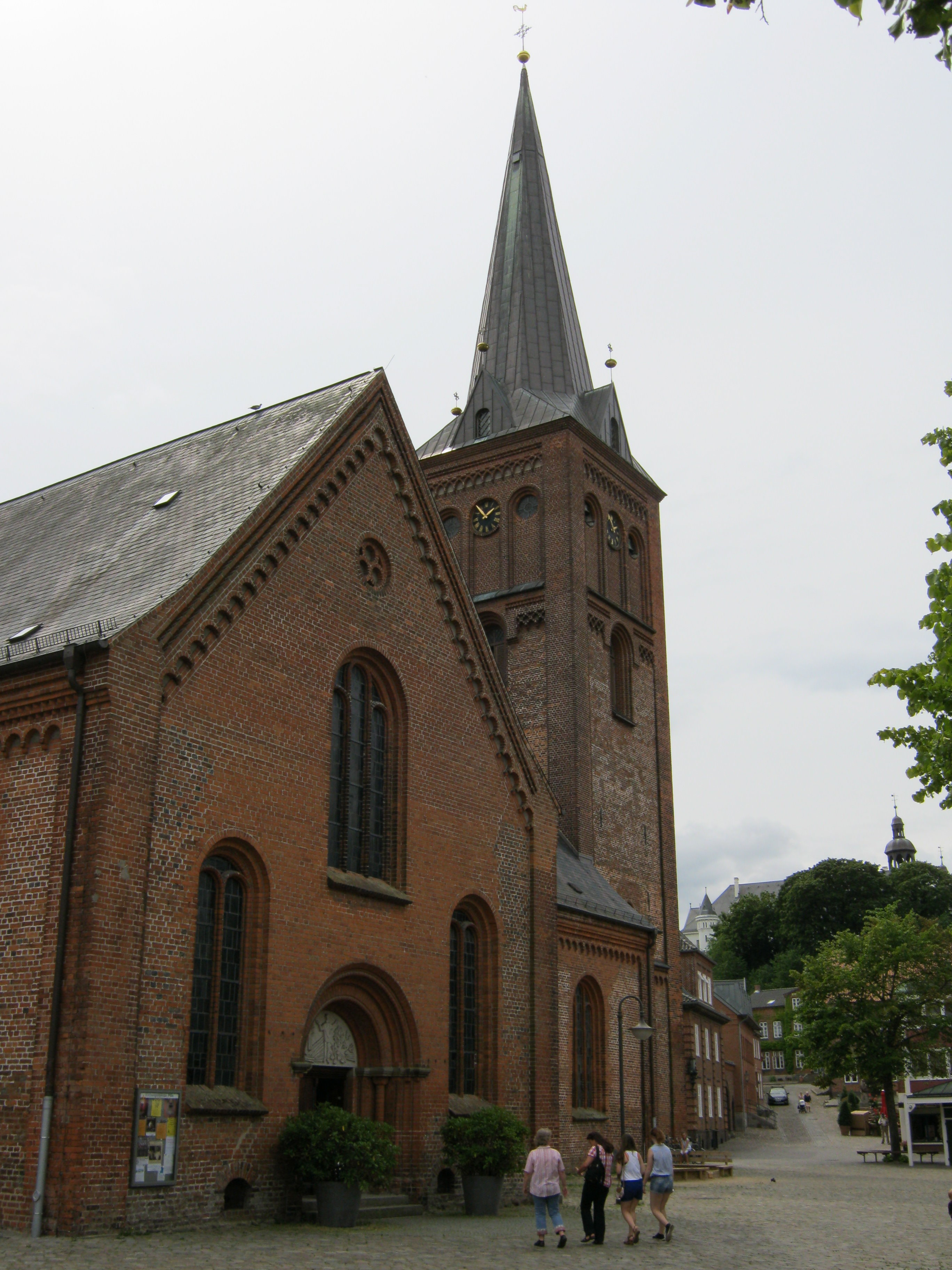
Nikolaikirche

Die Nikolaikirche in Plön in der Holsteinischen Schweiz in Schleswig-Holstein ist die evangelisch-lutherische Hauptkirche der Stadt. Das ursprünglich 1691 im Barockstil errichtete Kirchengebäude am Markt brannte 1864 nach Blitzschlag fast vollständig nieder. Von 1866 bis 1868 wurde die Nikolaikirche im Stil der Neuromanik wiederaufgebaut.

## Geschichte
Die Plöner Nikolaikirche hatte mehrere Vorgängerbauten. Bereits um 1150 wurde an dieser Stelle unter Bischof Vizelin eine überwiegend hölzerne Kirche gebaut. Im Jahr 1691 wurde dort unter Herzog Johann Adolf eine repräsentative Barockkirche mit kreuzförmigem Grundriss eingeweiht.
Am 24. Juni 1864 brannte das Kirchengebäude nach einem Blitzschlag fast völlig nieder, wobei auch die Inneneinrichtung der Kirche weitgehend zerstört wurde. Zwei Jahre später begann unter dem preußischen Baurat Hermann Georg Krüger (1815–1897) der Wiederaufbau, der 1868 abgeschlossen wurde. Dabei wurden der kreuzförmige Grundriss und einige Grundmauern des barocken Vorgängerbaus übernommen, das Bauwerk insgesamt wurde aber im neuromanischen Stil errichtet.
Im Zweiten Weltkrieg wurden vor allem die Wände und das Gewölbe des Gebäudes beschädigt. Deshalb wurde die Kirche in den 1960er und 1980er Jahren umfangreich renoviert. Die Nikolaikirche steht unter Denkmalschutz und gehört zu den Plöner Kulturdenkmalen.

## Beschreibung

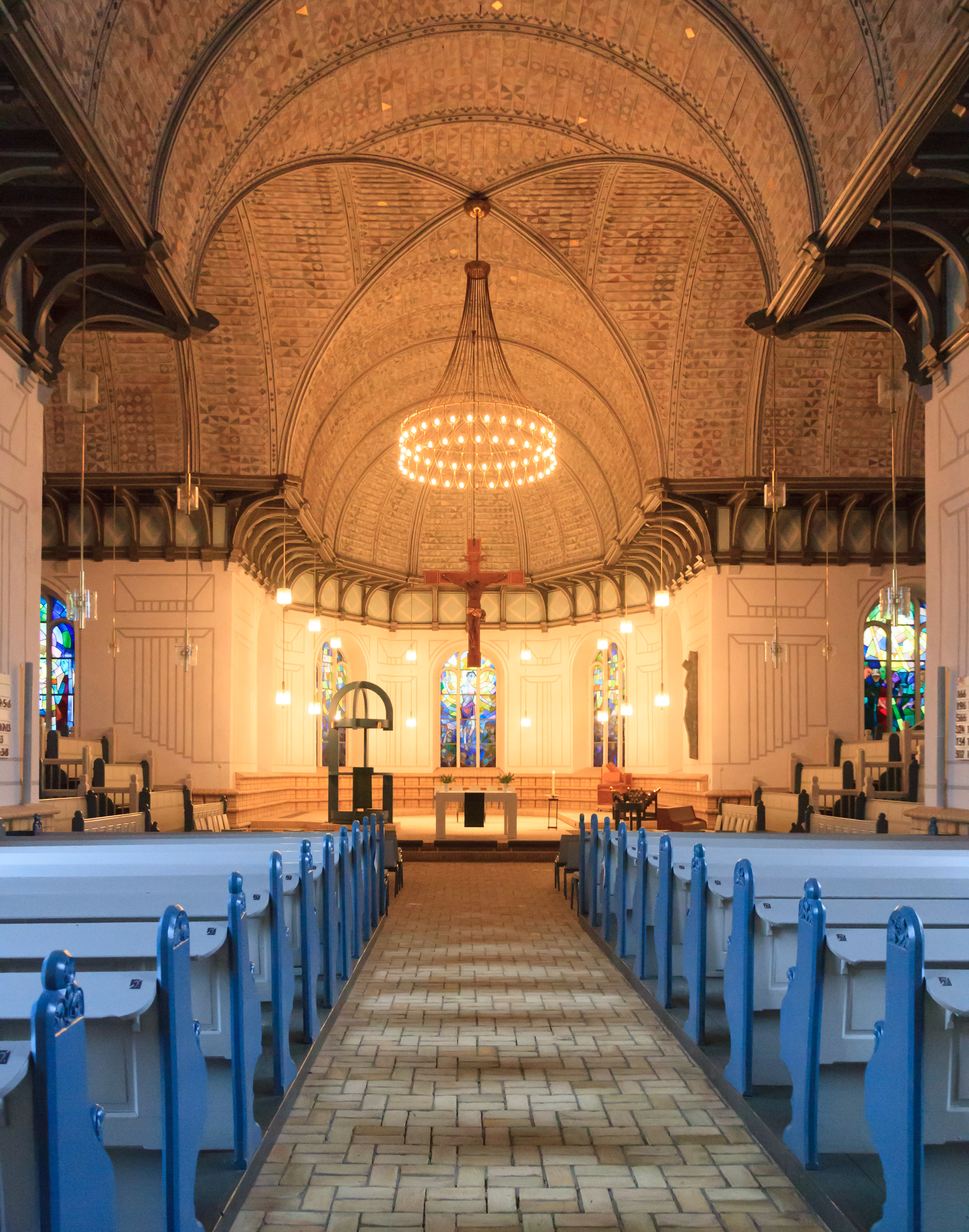
Innenansicht der Nikolaikirche

Bei der Nikolaikirche handelt es sich um eine Hallenkirche mit Tonnengewölbe, die im neuromanischen Stil vorwiegend aus Backstein erbaut wurde. Die Außenfassaden des kreuzförmigen Kirchengebäudes werden durch Rundbogenfenster gegliedert, an der Westseite wird das Bauwerk von einem rund 60 Meter hohen Turm mit vier Glocken in den Tönen es' f' as' b' überragt.
Auch das Kircheninnere wird durch die Rundbogenfenster geprägt und durch das für neuromanische Kirchen ungewöhnliche Tonnengewölbe, wodurch der Innenraum ohne Pfeiler oder Säulen auskommt. Deshalb machen das Kirchenschiff und das Querhaus einen besonders hellen, hohen und weiten Eindruck. Die ursprünglich von Johann Jacob Achelius (1794–1870) stammenden Kirchenfenster und das Deckengewölbe wurden in den 1960er Jahren vom Künstler Carl Frey aus Ahrensbök neu gestaltet. Die Fenster wurden mit Motiven der Ostergeschichte versehen, das Gewölbe mit einem Mosaik in hellen und goldenen Farben ausgemalt.
Eine Besonderheit ist das Gestühl in den Querschiffen der Kirche, in denen 1985 ansteigende Tribünen und Emporen eingebaut wurden.

## Orgel

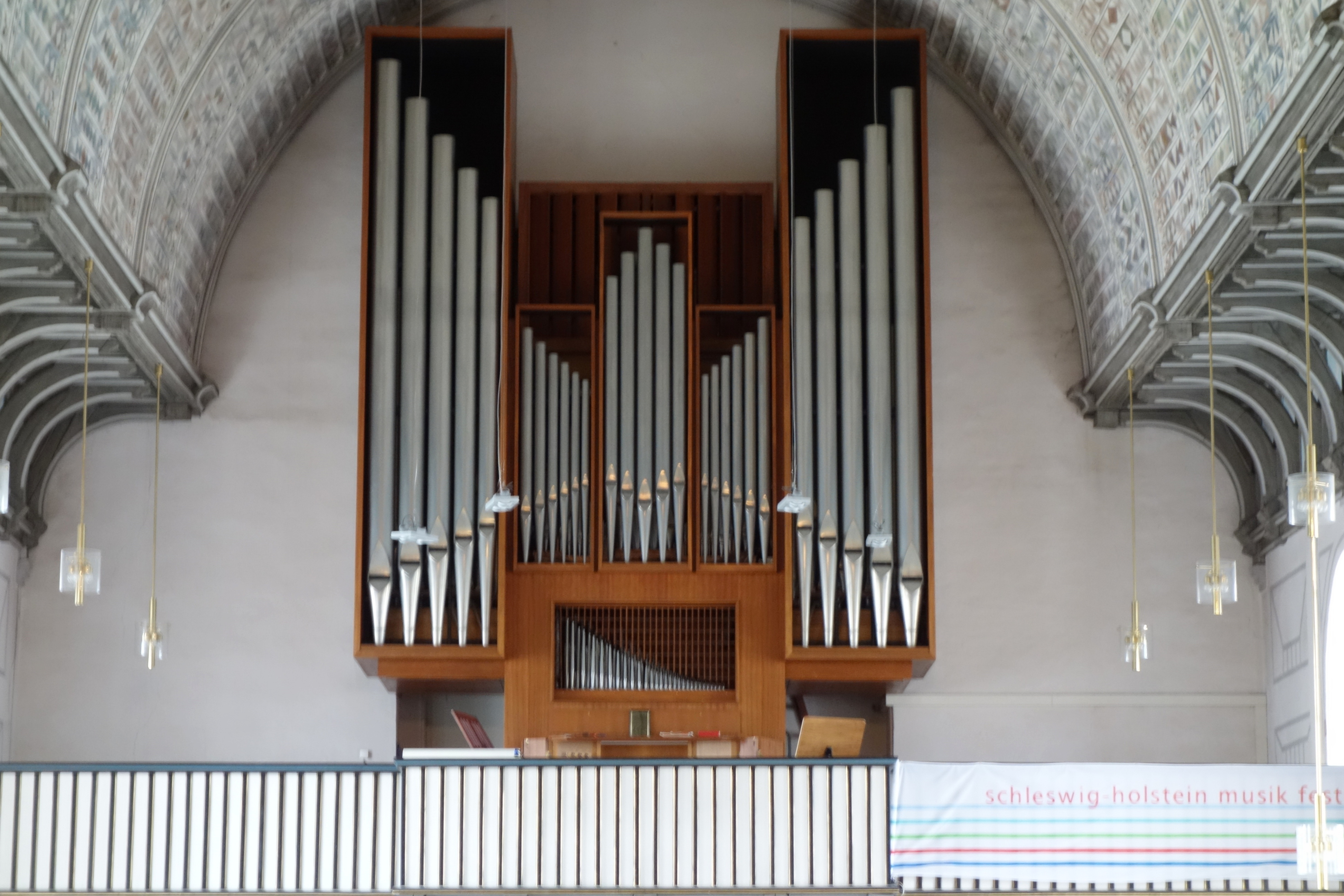
Orgel von 1967

Die Orgel der Nikolaikirche von 1967 stammt aus der Werkstatt des Orgelbauers Alfred Führer in Wilhelmshaven. Sie hat Schleifladen mit mechanischer Spiel- und elektrischer Registertraktur. Das Instrument verfügt über 38 klingende Register, die auf drei Manuale und Pedal verteilt sind. 1996/1997 wurde es von der Firma Kurt Quathamer generalüberholt.
| II Hauptwerk C–g3 |              |       |
| 1.                | Quintadena   | 16′   |
| 2.                | Prinzipal    | 8′    |
| 3.                | Rohrflöte    | 8′    |
| 4.                | Oktave       | 4′    |
| 5.                | Gedacktflöte | 4′    |
| 6.                | Quinte       | 2 ⁄3′ |
| 7.                | Oktave       | 2′    |
| 8.                | Blockflöte   | 2′    |
| 9.                | Mixtur V–VI  | 1 ⁄3′ |
| 10.               | Trompete     | 8′    |

| III Brustwerk C–g3 |                 |       |
| 11.                | Holzgedackt     | 8′    |
| 12.                | Blockflöte      | 4′    |
| 13.                | Prinzipal       | 2′    |
| 14.                | Sesquialtera II | 2 ⁄3′ |
| 15.                | Quinte          | 1 ⁄3′ |
| 16.                | Cymbel          | 1 ⁄2′ |
| 17.                | Regal           | 8′    |
|                    | Tremulant       |       |

| I Oberwerk (Schwellwerk) C–g3 |               |        |
| 18.                           | Metallgedackt | 8′     |
| 19.                           | Quintade      | 8′     |
| 20.                           | Prinzipal     | 4′     |
| 21.                           | Rohrflöte     | 4′     |
| 22.                           | Nasat         | 2 ⁄3′  |
| 23.                           | Gemshorn      | 2′     |
| 24.                           | Terz          | 1 3⁄5′ |
| 25.                           | Sifflöte      | 1′     |
| 26.                           | Scharff IV    | 1′     |
| 27.                           | Trichterregal | 16′    |
| 28.                           | Krummhorn     | 8′     |
|                               | Tremulant     |        |

| Pedal C–f1 |             |     |
| 29.        | Prinzipal   | 16′ |
| 30.        | Subbaß      | 16′ |
| 31.        | Oktave      | 8′  |
| 32.        | Gedackt     | 8′  |
| 33.        | Metallflöte | 4′  |
| 34.        | Bauernflöte | 2′  |
| 35.        | Mixtur V    | 2′  |
| 36.        | Posaune     | 16′ |
| 37.        | Trompete    | 8′  |
| 38.        | Schalmey    | 4′  |

- Koppeln: II/I, III/I, I/P, II/P, III/P
- Spielhilfen: Setzeranlage

## Geistliche
- 1720–1760 Peter Hansen (Superintendent)